# Phausis reticulata
Phausis reticulata — вид жуков-светляков, распространённый на территории западной и центральной части США.

## Распространение
Населяет западную и центральную части США, обычен в южных Аппалачах и может встречаться в национальном парке Грейт-Смоки-Маунтинс, также можно встретить в DuPont State Forest и Pisgah National Forest.